# 井桁敬治
井桁 敬治（いげた けいじ、1894年（明治27年）7月13日 - 1944年（昭和19年）7月6日）は、日本の陸軍軍人。最終階級は陸軍中将。

## 経歴
埼玉県出身。井桁喜平陸軍大尉の二男として生まれる。麻布中学校、陸軍中央幼年学校予科、同校本科を経て、1915年（大正4年）5月、陸軍士官学校（27期）を卒業。同年12月、歩兵少尉に任官し歩兵第10連隊付となる。1925年（大正14年）11月、陸軍大学校（37期）を卒業し歩兵第10連隊中隊長に就任した。
1926年（大正15年）12月、陸軍省軍務局付勤務となり、1927年（昭和2年）10月、第9師団参謀に異動。1930年（昭和5年）8月、歩兵少佐に昇進し教育総監部課員に就任。1934年（昭和9年）4月から8月まで関東軍司令部付仰付。1935年（昭和10年）3月、歩兵中佐に進級した。
1936年（昭和11年）3月、陸軍歩兵学校教官に就任し、李王付武官、兼陸軍予科士官学校教官を経て、1938年（昭和13年）3月、歩兵大佐に昇進。1939年（昭和14年）1月、北支那方面軍司令部付となり日中戦争に出征し、第37師団参謀長に転任。1941年（昭和16年）3月、陸軍少将に進級し第11歩兵団長に就任、太平洋戦争を迎えた。
1943年（昭和18年）2月、第6軍参謀長に転じ、1944年（昭和19年）2月、第31軍参謀長に就任。サイパンの防衛に当たる。6月15日の米軍サイパン上陸時には、司令官小畑英良中将がパラオ方面視察のため不在であり、代って全軍の指揮をとる。当時の陸軍の方針である上陸前の水際撃滅主義に沿って応戦撃退を図ったが、圧倒的な米軍の砲爆撃にさらされ後退を余儀なくされる。同年7月7日の玉砕攻撃に先立ち、前日に斎藤義次陸軍中将、南雲忠一海軍中将とともに自決した。戦死の後、陸軍中将に進んだ。

## 親族
- 義父 吉原岩吉（陸軍少将）[1]